# Sérgio Godinho
Sérgio de Barros Godinho mais conhecido por Sérgio Godinho OL (Porto, 31 de agosto de 1945) é um poeta, compositor, intérprete e, também actor português.
Como autor, compositor e cantor, personifica perfeitamente a sua música O Homem dos Sete Instrumentos. Multifacetado, representou já em filmes, séries televisivas e peças teatrais. A dramaturgia surge com a assinatura de algumas peças de teatro assumindo-se também como realizador.

## Biografia
Sérgio Godinho nasceu em 1945, no Porto.  A mãe e o tio tinham tido formação musical, o que o influenciou em criança, e o pai era, na descrição de Sérgio Godinho, um melómano; cedo se habitou a ouvir música, sobretudo francesa e anglo-saxónica.
Com apenas 20 anos de idade, Sérgio Godinho deixou a licenciatura em Economia e partiu para o estrangeiro. O primeiro destino foi a Suíça, onde estudou Psicologia durante dois anos; nessa altura teve entre os seus professores Jean Piaget. A seguir, mudou-se para França, vivendo o Maio de 68 na capital francesa. No ano seguinte, integrou a produção francesa do musical "Hair", onde se manteve por dois anos. Em Paris, privou com outros músicos portugueses, como Luís Cília e José Mário Branco. Sérgio Godinho ensaiava então as suas primeiras composições, na altura em francês.
Em 1971 participou no álbum de estreia a solo de José Mário Branco, intitulado Mudam-se os tempos, mudam-se as vontades, como músico e como autor de quatro das letras. Em 1971 fez a sua estreia discográfica com a edição do E.P. Romance de Um Dia na Estrada, a que se segue, o seu primeiro L.P., Os Sobreviventes. Três dias após a sua edição, o disco foi interditado, depois autorizado, e depois novamente proibido. Não obstante, o disco foi eleito «Melhor disco do ano» e Godinho recebeu o prémio da Imprensa para «Melhor autor do ano».
Em 1972 Sérgio apresentou um novo álbum, Pré-histórias, que inclui um das canções mais emblemáticas da sua carreira, A noite passada. No mesmo ano voltou a colaborar com José Mário Branco, como letrista no álbum Margem de certa maneira.
Em 1973 Sérgio Godinho mudou-se para o Canadá, onde se casou com Sheila Charlesworth, sua colega na companhia de teatro The Living Theatre. Integrou a companhia de teatro Génesis. Estabeleceu-se numa comunidade hippie em Vancouver, e foi aí que recebeu a notícia da Revolução do 25 de Abril, que o levou a regressar a Portugal. Já em terras lusitanas, editou o álbum À Queima-Roupa (1974) um sucesso que o fez correr o país, actuando em manifestações populares, frequentes no pós-25 de Abril.
Havendo regressado a Portugal após a revolução democrática do 25 de Abril de 1974, Sérgio Godinho tornou-se autor de algumas das canções mais unanimemente aclamadas da música portuguesa: Com um brilhozinho Nos olhos, O primeiro dia, É terça-feira, para citar apenas três.
Em 1975, participou, com José Mário Branco e Fausto, na banda sonora do filme de Luís Galvão Telles, "A Confederação". No ano seguinte, escreveu a canção-tema do filme de José Fonseca e Costa, Os Demónios de Alcácer Quibir, onde participou como actor. O tema viria a ser incluído no seu novo álbum, "De pequenino se torce o destino" (1976).
Em 1977, colaborou em dois temas da banda sonora do filme Nós por Cá Todos Bem, realizado por Fernando Lopes. O seu quinto álbum de originais, "Pano-cru", foi editado no ano seguinte. Em 1979, foi editado o álbum Campolide. O disco viria a ser premiado com o "Prémio da crítica Música & Som" para melhor álbum de música portuguesa desse ano.
Em 1980, voltou a colaborar com o realizador José Fonseca e Costa, desta vez no clássico do cinema português, Kilas, o Mau da Fita. O álbum com a banda sonora do filme foi editado nesse mesmo ano. Canto da boca, novo álbum de originais, foi também editado em 80, havendo recebido o prémio de "Melhor disco português do ano", atribuído pela Casa da Imprensa e, ainda, o Sete de Ouro para o "Melhor cantor português do ano".
Em 1983, no seu álbum Coincidências, incluiu temas compostos em parceria com alguns dos mais reputados músicos brasileiros — nomes como Chico Buarque, Ivan Lins ou Milton Nascimento — algo até então inédito na produção musical portuguesa.
Nos seis anos que se seguiram, Sérgio Godinho gravou mais três álbuns de originais — Salão de Festas, Na Vida Real e Aos Amores. Foi também editada a colectânea Era uma vez um rapaz (1985) e o álbum para crianças Sérgio Godinho canta com os Amigos do Gaspar (1988).
Em 1990, apresentou o espectáculo "Sérgio Godinho, Escritor de Canções", onde revisitou as suas músicas sob uma nova perspectiva — apenas dois músicos acompanhantes e num auditório mais pequeno, neste caso o Instituto Franco-Português, onde fez 20 espectáculos de grande êxito. Desses espectáculos saiu o álbum ao vivo Escritor de Canções.
Foi autor da série Luz na Sombra, exibida pela RTP 2 no Verão de 1991, onde abordou em seis programas algumas das profissões menos conhecidas do mundo da música: letristas, técnicos de som, produtores, entre outras. Em 1992, realizou três filmes de ficção, de meia hora cada, com argumento e música igualmente seus. Estes filmes, com o título genérico de Ultimactos, foram produzidos para a RTP, que os exibiu em 1994.
Escreveu ainda O pequeno livro dos medos, obra infanto-juvenil, que também ilustrou.
Voltou à música em 1993, com o disco Tinta permanente e o espectáculo A face visível, ambos merecedores dos maiores elogios da crítica e do público.
Em Novembro de 1995, foi editado o disco Noites passadas, que foi gravado ao vivo em três espectáculos realizados no Teatro S. Luiz em Novembro de 1993 e no Coliseu de Lisboa em Novembro de 1994. Recebeu também o Prémio Tenco e é convidado a participar na compilação de Natal Espanta-espíritos com o tema Apenas um irmão em dueto com PacMan (vocalista da banda Da Weasel).
Em Junho de 1997, foi editado o disco Domingo no Mundo, produzido por Manuel Faria, que contou com a participação de músicos e arranjadores de diferentes áreas musicais: (Pop, Rock, Popular, Erudita, Jazz). O disco foi apresentado com enorme êxito no Teatro Rivoli e no Coliseu de Lisboa, nos espectáculos de nome Godinho no Mundo.
Em 1998, foi editado o álbum Rivolitz, gravado ao vivo nos espectáculos do Teatro Rivoli e no Ritz Clube, em Lisboa.
Em 2000, Sérgio Godinho voltou com o disco Lupa, com dez canções originais e produção de Hélder Gonçalves e Nuno Rafael. O disco foi apresentado ao vivo em Novembro desse ano, com dois espectáculos no Centro Cultural de Belém e um no Coliseu do Porto.
2001 foi o ano dos 30 anos de carreira. O aniversário foi marcado pelo lançamento de Biografias do Amor, uma colectânea de canções de amor, e de Afinidades, uma gravação dos espectáculos em conjunto com os Clã.

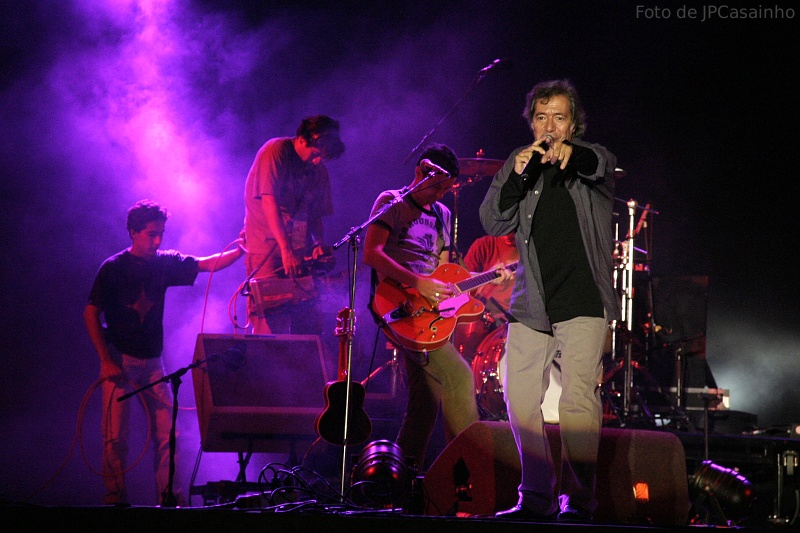
Sérgio Godinho em 2004, atuando na Festa do Avante!.

Em 2003 foi lançado o disco Irmão do Meio, onde Sérgio Godinho juntou alguns amigos com quem partilhou 15 canções. Entre muitos outros artistas, participaram neste disco Camané, Da Weasel, Jorge Palma, Teresa Salgueiro, Tito Paris, Xutos e Pontapés e alguns grandes nomes da música popular brasileira.
Ligação Directa foi o álbum de originais que se seguiu. Editado a 23 de Outubro de 2006, pôs termo a um interregno de seis anos durante o qual o cantautor não produziu novos discos de originais. O álbum é composto por 10 temas, todos da autoria de Sérgio Godinho, com excepção de "O big-one da verdade", cuja música é de Hélder Gonçalves (dos Clã), e de "O Ás da Negação", cuja música é de Nuno Rafael, que também foi responsável pela produção e direcção musical do álbum, que contou ainda com a participação de Manuela Azevedo, Hélder Gonçalves, Joana Manuel, Tomás Pimentel, Nuno Cunha, Jorge Ribeiro e Jorge Teixeira como músicos convidados.
Junta-se a José Mário Branco e Fausto para os concertos Três Cantos Ao Vivo em 2009.
Doze de Setembro de 2011 marcou o seu regresso aos discos de originais, com Mútuo Consentimento. Com o habitual grupo de músicos que o acompanham há vários anos (Os Assessores) gravou 12 novas canções, que resultaram do seu método habitual de composição: "Olhar à volta e ver o que se passa".

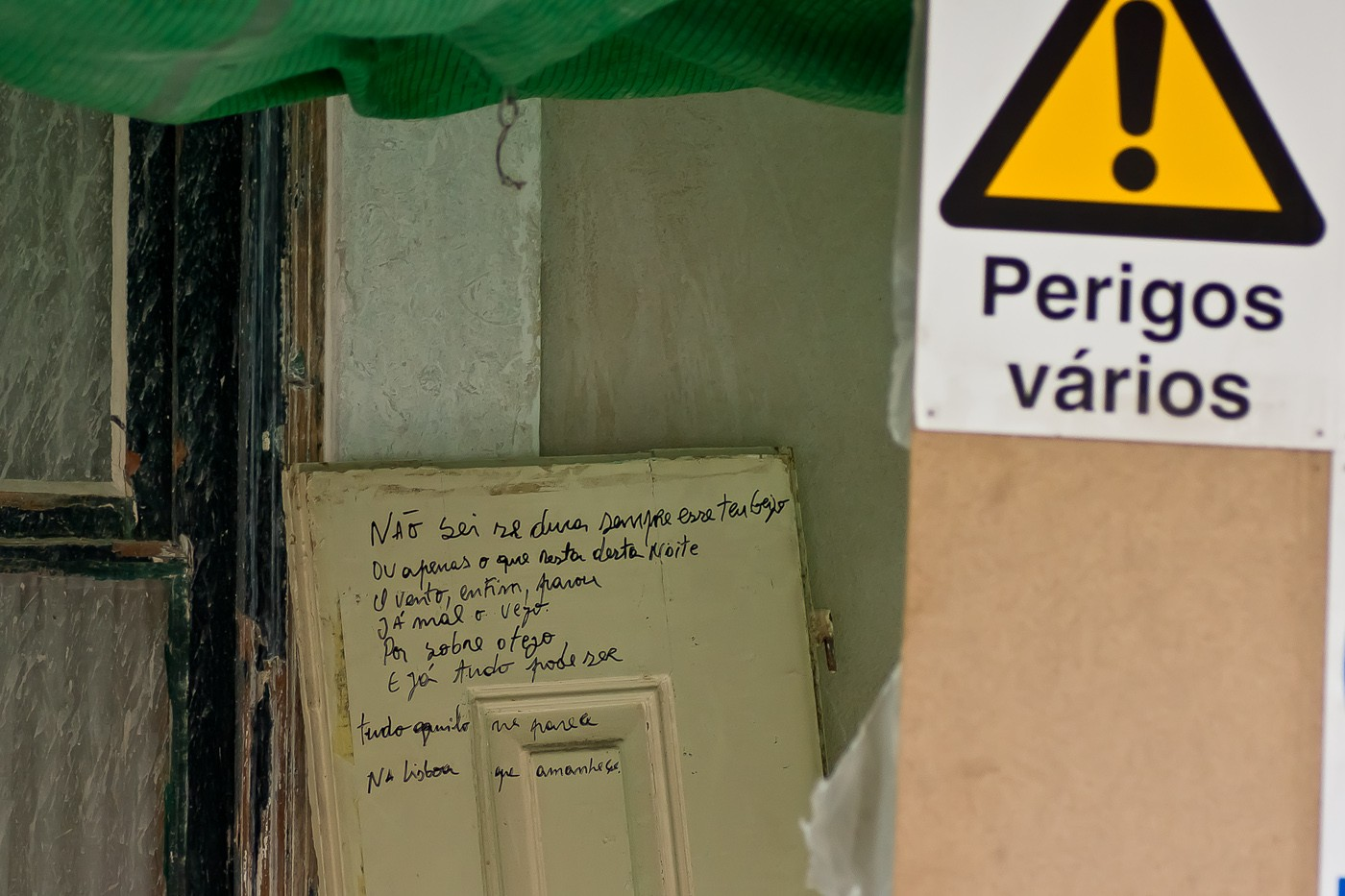
Grafito com fragmento de Lisboa que amanhece, em 2011.

Em 2013, gravou o disco Caríssimas Canções que resultou de uma série de crónicas para o jornal Expresso e que também foi editado em livro. 2014 foi o ano de "Liberdade ao Vivo" e do livro de contos "Vidadupla" (Quetzal, 2014).
Juntou-se a Jorge Palma para uma digressão em conjunto que também deu origem a um disco.
"Coração Mais que Perfeito" (Quetzal, 2017) foi o nome do seu primeiro romance.
"Eu o que faço é tentar contar coisas, falar de coisas, fazer interrogações à minha maneira e saber que há pessoas que são tocadas por isso", sublinhou o cantautor, aos 66 anos.
Essas interrogações são "contos de um instante", como canta numa das canções do novo disco, e tanto podem falar de amor ("Intermitentemente"), como da situação do país e das incertezas do presente ("Acesso Bloqueado").
Em 2018, com 72 anos, regressou com o disco de originais "Nação Valente". As letras são todas da sua autoria, mas em apenas duas é também autor da música: as restantes composições resultam de colaborações com José Mário Branco, Hélder Gonçalves, Nuno Rafael, Pedro da Silva Martins e Filipe Raposo.
Em 2023, a Rádio Comercial homenageou Sérgio Godinho, ao convidar mais de 40 artistas para cantarem "O Primeiro Dia".  Os Artistas convidados foram: Pedro Abrunhosa, Capicua, Mafalda Veiga, Samuel Úria, Bispo, António Zambujo, Tomás Wallenstein, Fernando Daniel, Ana Bacalhau, Syro, Carolina de Deus, Luis Represas, António Manuel Ribeiro, Rui Reininho, Bárbara Tinoco, Héber Marques, Carolina Deslandes, Aurea, Ivandro, Rui Veloso, Buba Espinho, Rita Redshoes, Diogo Piçarra, Marisa Liz, João Só, Claudia Pascoal, Miguel Araújo, Gabriel Pensador, Tiago Bettencourt, Nuno Ribeiro, David Fonseca, Carlão, Sara Correia, Tim, Irma, João Pedro Pais, Nena, Os Quatro E Meia, A Garota Não, Camané e Jorge Palma. 

## Prémios e Reconhecimento
É distinguido duas vezes com o Prémio José Afonso, primeiro em 1990 pelo album Aos Amores e em 1994 por Tinta Permanente.
A 9 de junho de 1994, foi feito Oficial da Ordem da Liberdade.
É autor de Grão da Mesma Mó, uma das 150 canções, que constam na antologia As Palavras das Canções, organizada por João Calixto, editada com o apoio da Sociedade Portuguesa de Autores. 

## Discografia
Entre a sua discografia encontram-se: 

### Álbuns de originais
- Os sobreviventes (1971)- Guilda da Música
- Pré-histórias (1972) — Guilda da Música
- À Queima-Roupa (1974) — Guilda da Música
- De pequenino se torce o destino (1976) — Guilda da Música
- Pano-cru (1978) — Orfeu
- Campolide (1979) — Orfeu
- Canto da boca (1981) — Polygram
- Coincidências (1983) — Polygram
- Salão de festas (1984) — Polygram
- Na vida real (1986) — Polygram
- Os amigos de Gaspar (1988) — Polygram
- Aos amores (1989) — EMI
- Tinta permanente (1993) — EMI
- Domingo no mundo (1997) — EMI
- Lupa (2000) — EMI
- Ligação Directa (2006) — EMI
- Mútuo Consentimento (2011) — Universal
- Nação Valente (2018) — Universal

### Álbuns ao vivo
- Escritor de canções (1990) — EMI
- Noites passadas (1995) — EMI
- Rivolitz (1998) — EMI
- Nove e Meia no Maria Matos (2008) — Universal
- Liberdade Ao Vivo (2014) — Universal

### Álbuns em colaboração
- Afinidades (com os Clã) (2001) — EMI
- O irmão do meio . Colectânea de duetos com diversos artistas (2003) — EMI
- Sons da Fala — Sons da Fala (2007)
- Três Cantos: Ao Vivo . Com José Mário Branco e Fausto Bordalo Dias — (Duplo CD e DVD 2009) — EMI/Universal
- Sérgio Godinho e As Caríssimas 40 Canções . Com Manuela Azevedo
- Jorge Palma & Sérgio Godinho — Juntos ao vivo no Theatro Circo (2015)

### Colectâneas
- Era uma Vez um Rapaz (1985) — Polygram
- O elixir da eterna juventude (1996) — EMI
- O Melhor dos Melhores (1994) — Movieplay
- Clássicos da Renascença () — Movieplay
- Biografias do amor (2001) — Universal
- Setenta e Um — Oitenta e Seis — O melhor de Sérgio Godinho (2004) — Universal
- Antologia 71-86 (2004) — Universal

Compilações
- A Cantar Con Xabarín — 1996
- Espanta Espíritos — 1995
- Novas Vos Trago — 1999
- Sons de Todas as Cores — 1997
- Variações As Canções de António — 1994
- Voz & Guitarra — 1997
- o Disco do Benfiquista, naturalmente — 2003
- UPA 08 — 2008

### Bandas sonoras
- A Confederação (1978) — Diapasão/Sassetti
- Kilas, o mau da fita (1979) — Polygram
- UBUs (de Alfred Jarry, encenação de Ricardo Pais) — TNSJ

### EPs
- Romance de um dia na estrada (1971) — Guilda da Música/Sassetti

### Singles
- Na Boca do lobo (1975) — Guilda da Música/Sassetti
- Liberdade (1975) — Sassetti
- Nós por cá todos bem (1977) — Diapasão
- Kilas, o mau da fita (1981) — Philips
- Tantas vezes fui à guerra (1983) — Philips
- O Rapaz de Camisola Verde (2003) — Philips

### Colaborações
- Fausto Bordalo Dias — Madrugada dos Trapeiros (1977)
- Dany Silva . Tema: Mama Africa . álbum: Sodádi Funaná (1991)
- Despe e Siga . Tema: Tou Bom . Álbum: Os Primos (1995)
- Silence 4 . Tema: Sextos Sentidos . Álbum: Silence become it (1998)
- Trovante . Tema: Linha das Fronteiras . Álbum: Uma Noite Só (1999)
- Manuel Paulo . Tema: Casa Inacabada com Baloiço na Janela . Álbum: O Assobio da Cobra (2004)
- José Mário Branco . Tema: Pão Pão . Álbum: Resistir é vencer (2004)
- Joana Melo . Tema: Com um brilho nos olhos . Álbum: Operação Triunfo (2004)
- Galandum Galundaina — Álbum: Senhor Galandum (2009)
- Roda de Choro de Lisboa — Álbum: Lusofolias (2011)

### DVD
- De Volta ao Coliseu (2006) — EMI

## Livros
É autor dos livros:
- A Caixa, com ilustrações de Carlos Zíngaro, editado pelas Edições Asa, ISBN 9789724102528 [15][16]
- As Letras como Poesia (Objecto Cardíaco, 2006, e Afrontamento, 2009) — letras
- O Pequeno Livro Dos Medos(2007) — Literatura infantil
- Liberdade
- O Primeiro Gomo da Tangerina — Literatura infantil
- Sérgio Godinho e as 40 ilustrações [17]
- Caríssimas Canções
- Vidadupla — contos — 2014
- Coração mais que perfeito — romance — 2017
- Estocolmo — romance — 2019
- Vida e Morte nas Cidades Geminadas - romance - 2024

Em 2006, Nuno Galopim escreveu Retrovisor: Uma Biografia Musical de Sérgio Godinho, publicado pela Assírio & Alvim.

## Entrevistas
- Entrevista à rádio TSF — 23 de outubro de 2006
- Entrevista ao Notícias do Nordeste (Informativo Digital do Nordeste Transmontano) em 7 de março de 2008
- Podcast da entrevista de Sérgio Godinho ao Notícias do Nordeste em 7 de março de 2008
- Vídeo da entrevista de Sérgio Godinho ao Notícias do Nordeste em 7 de março de 2008
- Entrevista à Blitz aquando da publicação do álbum "Nação Valente" em 24 de janeiro de 2018